# Marcel Morimont
Marcel Charles Alphonse Morimont (* 9. Juni 1892 in Gent; † nach 1908) war ein belgischer Ruderer.

## Biografie
Marcel Morimont gewann bei den Olympischen Zwischenspielen 1906 in Athen Silber mit dem belgischen Achter. Darüber hinaus wurde er 1906, 1907 und 1908 Europameister mit dem Achter.